# 杜仲藤
杜仲藤（学名：Parabarium micranthum），为夹竹桃科杜仲藤属下的一个植物种。